# Hornera tortuosa
Hornera tortuosa är en mossdjursart som beskrevs av Roemer 1863. Hornera tortuosa ingår i släktet Hornera och familjen Horneridae. Inga underarter finns listade i Catalogue of Life.